# Étoile de Bessèges 2017
L'Étoile de Bessèges 2017, quarantasettesima edizione della corsa e valevole come prova dell'UCI Europe Tour 2017 categoria 2.1, si svolse in cinque tappe dal 1º al 5 febbraio 2017, su un percorso di 626,9 km con partenza da Bellegarde e arrivo a Alès. La vittoria fu appannaggio del francese Lilian Calmejane, il quale completò il percorso in 14h42'51", alla media di 42,711 km/h, precedendo il connazionale Tony Gallopin e il danese Mads Würtz Schmidt.
Sul traguardo di Alès 122 ciclisti, su 151 partiti da Bellegarde, portarono a termine la competizione.

## Tappe
| Tappa  | Data        | Percorso                        | km    | Vincitore di tappa | Leader cl. generale |
| ------ | ----------- | ------------------------------- | ----- | ------------------ | ------------------- |
| 1ª     | 1º febbraio | Bellegarde > Beaucaire          | 158   | Arnaud Démare      | Arnaud Démare       |
| 2ª     | 2 febbraio  | Nîmes > Rodilhan                | 152   | Alexander Kristoff | Alexander Kristoff  |
| 3ª     | 3 febbraio  | Bessèges > Bessèges             | 152   | Lilian Calmejane   | Lilian Calmejane    |
| 4ª     | 4 febbraio  | Chusclan > Laudun-l'Ardoise     | 153   | Arnaud Démare      | Lilian Calmejane    |
| 5ª     | 5 febbraio  | Alès > Alès (cron. individuale) | 11,9  | Tony Gallopin      | Lilian Calmejane    |
| Totale | Totale      | Totale                          | 626,9 |                    |                     |

## Squadre e corridori partecipanti
| N.    | Cod. | Squadra                      |
| ----- | ---- | ---------------------------- |
| 1-8   | LTS  | Lotto-Soudal                 |
| 11-18 | FDJ  | FDJ                          |
| 21-28 | ALM  | AG2R La Mondiale             |
| 31-38 | KAT  | Team Katusha-Alpecin         |
| 41-48 | DEN  | Direct Énergie               |
| 51-58 | FVC  | Fortuneo-Vital Concept       |
| 61-68 | COF  | Cofidis, Solutions Crédits   |
| 71-78 | DMP  | Delko-Marseille Provence-KTM |
| 81-88 | TSV  | Sport Vlaanderen-Baloise     |
| 91-98 | WGG  | Wanty-Groupe Gobert          |

| N.      | Cod. | Squadra                      |
| ------- | ---- | ---------------------------- |
| 101-107 | CJR  | Caja Rural-Seguros RGA       |
| 111-118 | WVA  | WB Veranclassic Aqua Protect |
| 121-128 | AUB  | HP BTP-Auber 93              |
| 131-138 | RLM  | Roubaix-Lille Métropole      |
| 141-148 | VWC  | Vérandas Willems-Crelan      |
| 151-158 | ADT  | Armée de Terre               |
| 161-168 | TRA  | Roth-Akros                   |
| 171-178 | SKT  | An Post-ChainReaction        |
| 181-188 | CIB  | Cibel-Cebon                  |

## Dettagli delle tappe

### 1ª tappa
- 1º febbraio: Bellegarde > Beaucaire – 158 km

Risultati
| Pos. | Corridore          | Squadra     | Tempo    |
| ---- | ------------------ | ----------- | -------- |
| 1    | Arnaud Démare      | FDJ         | 3h34'19" |
| 2    | Alexander Kristoff | Katusha     | s.t.     |
| 3    | Roy Jans           | WB Verancl. | s.t.     |

| Pos. | Corridore          | Squadra     | Tempo    |
| ---- | ------------------ | ----------- | -------- |
| 1    | Arnaud Démare      | FDJ         | 3h34'09" |
| 2    | Alexander Kristoff | Katusha     | a 4"     |
| 3    | Roy Jans           | WB Verancl. | a 6"     |

### 2ª tappa
- 2 febbraio: Nîmes > Rodilhan – 152 km

Risultati
| Pos. | Corridore          | Squadra | Tempo    |
| ---- | ------------------ | ------- | -------- |
| 1    | Alexander Kristoff | Katusha | 3h26'59" |
| 2    | Rudy Barbier       | AG2R    | s.t.     |
| 3    | Arnaud Démare      | FDJ     | s.t.     |

| Pos. | Corridore          | Squadra | Tempo    |
| ---- | ------------------ | ------- | -------- |
| 1    | Alexander Kristoff | Katusha | 7h01'00" |
| 2    | Arnaud Démare      | FDJ     | a 4"     |
| 3    | Rudy Barbier       | AG2R    | a 12"    |

### 3ª tappa
- 3 febbraio: Bessèges > Bessèges – 152 km

Risultati
| Pos. | Corridore          | Squadra    | Tempo    |
| ---- | ------------------ | ---------- | -------- |
| 1    | Lilian Calmejane   | Direct     | 3h48'07" |
| 2    | Mads Würtz Schmidt | Katusha    | a 7"     |
| 3    | Mauro Finetto      | Delko-Mar. | a 9"     |

| Pos. | Corridore          | Squadra      | Tempo     |
| ---- | ------------------ | ------------ | --------- |
| 1    | Lilian Calmejane   | Direct       | 10h49'09" |
| 2    | Mads Würtz Schmidt | Katusha      | a 17"     |
| 3    | Tony Gallopin      | Lotto-Soudal | a 18"     |

### 4ª tappa
- 4 febbraio: Chusclan > Laudun-l'Ardoise – 153 km

Risultati
| Pos. | Corridore          | Squadra | Tempo    |
| ---- | ------------------ | ------- | -------- |
| 1    | Arnaud Démare      | FDJ     | 3h36'24" |
| 2    | Alexander Kristoff | Katusha | s.t.     |
| 3    | Christophe Laporte | Cofidis | s.t.     |

| Pos. | Corridore          | Squadra      | Tempo     |
| ---- | ------------------ | ------------ | --------- |
| 1    | Lilian Calmejane   | Direct       | 14h25'33" |
| 2    | Mads Würtz Schmidt | Katusha      | a 17"     |
| 3    | Tony Gallopin      | Lotto-Soudal | a 18"     |

### 5ª tappa
- 5 febbraio: Alès > Alès – Cronometro individuale – 11,9 km

Risultati
| Pos. | Corridore        | Squadra      | Tempo  |
| ---- | ---------------- | ------------ | ------ |
| 1    | Tony Gallopin    | Lotto-Soudal | 17'05" |
| 2    | Lilian Calmejane | Direct       | a 13"  |
| 3    | Pierre Latour    | AG2R         | a 17"  |

| Pos. | Corridore          | Squadra      | Tempo     |
| ---- | ------------------ | ------------ | --------- |
| 1    | Lilian Calmejane   | Direct       | 14'42'51" |
| 2    | Tony Gallopin      | Lotto-Soudal | a 5"      |
| 3    | Mads Würtz Schmidt | Katusha      | a 24"     |

## Evoluzione delle classifiche
| Tappa              | Vincitore          | Classifica generale Maglia ocra | Classifica a punti Maglia gialla | Classifica degli scalatori Maglia blu | Classifica dei giovani Maglia bianca |
| ------------------ | ------------------ | ------------------------------- | -------------------------------- | ------------------------------------- | ------------------------------------ |
| 1ª                 | Arnaud Démare      | Arnaud Démare                   | Arnaud Démare                    | Nico Denz                             | Nico Denz                            |
| 2ª                 | Alexander Kristoff | Alexander Kristoff              | Alexander Kristoff               | Nico Denz                             | Nils Politt                          |
| 3ª                 | Lilian Calmejane   | Lilian Calmejane                | Lilian Calmejane                 | Nico Denz                             | Mads Würtz Schmidt                   |
| 4ª                 | Arnaud Démare      | Lilian Calmejane                | Alexander Kristoff               | Nico Denz                             | Mads Würtz Schmidt                   |
| 5ª                 | Tony Gallopin      | Lilian Calmejane                | Alexander Kristoff               | Nico Denz                             | Mads Würtz Schmidt                   |
| Classifiche finali | Classifiche finali | Lilian Calmejane                | Alexander Kristoff               | Nico Denz                             | Mads Würtz Schmidt                   |

## Classifiche finali

### Classifica generale - Maglia ocra
| Pos. | Corridore          | Squadra      | Tempo     |
| ---- | ------------------ | ------------ | --------- |
| 1    | Lilian Calmejane   | Direct       | 14h42'51" |
| 2    | Tony Gallopin      | Lotto-Soudal | a 5"      |
| 3    | Mads Würtz Schmidt | Katusha      | a 24"     |
| 4    | Pierre Latour      | AG2R         | a 29"     |
| 5    | Sylvain Chavanel   | Direct       | a 31"     |
| 6    | Nils Politt        | Katusha      | a 53"     |
| 7    | Christophe Laporte | Cofidis      | a 59"     |
| 8    | Maxime Vantomme    | WB Verancl.  | a 1'18"   |
| 9    | Reto Hollenstein   | Katusha      | a 1'33"   |
| 10   | Romain Hardy       | Fortuneo     | a 2'11"   |

### Classifica a punti - Maglia gialla
| Pos. | Corridore          | Squadra | Punti |
| ---- | ------------------ | ------- | ----- |
| 1    | Alexander Kristoff | Katusha | 69    |
| 2    | Arnaud Démare      | FDJ     | 66    |
| 3    | Lilian Calmejane   | Direct  | 53    |
| 4    | Christophe Laporte | Cofidis | 41    |
| 5    | Mads Würtz Schmidt | Katusha | 33    |

### Classifica scalatori - Maglia blu
| Pos. | Corridore         | Squadra   | Punti |
| ---- | ----------------- | --------- | ----- |
| 1    | Nico Denz         | AG2R      | 28    |
| 2    | Preben Van Hecke  | Sport Vl. | 26    |
| 3    | Hubert Dupont     | AG2R      | 16    |
| 4    | Frederik Backaert | Wanty     | 12    |
| 5    | Arnold Jeannesson | Fortuneo  | 12    |

### Classifica giovani - Maglia bianca
| Pos. | Corridore          | Squadra      | Punti     |
| ---- | ------------------ | ------------ | --------- |
| 1    | Mads Würtz Schmidt | Katusha      | 14h43'15" |
| 2    | Nils Politt        | Katusha      | a 29"     |
| 3    | Anthony Turgis     | Cofidis      | a 16'50"  |
| 4    | Jonas Rickaert     | Sport Vl.    | a 18'19"  |
| 5    | Bryan Alaphilippe  | Armée de Te. | a 19'02"  |